# Столбичи
Столбичи — отвесная стена на берегу Волги, сложенная опоками желтовато-серого цвета палеогенового возраста, которая в ходе экзогенных процессов расчленена на десять высоких (высотой до 50-55 м) башен. Памятник природы федерального значения.
Столбичи находятся на территории природного парка Щербаковский.
Останцы тянутся вдоль берега на 200 м. До создания водохранилища около уреза Волги обнажался контакт меловых и палеогеновых отложений.
Объект участвовал в региональном этапе конкурса «Чудо России 2012».

## Упоминания
Впервые Столбичи упомянуты в дневнике немецкого путешественника и посла в Московию Адама Олеария, проплывавшего по Волге в 1636 году. Запись от 2 сентября гласит: 

2 сентября мы пришли к острову Ахматовскому… Потом пришли мы к Золотой горе... Эта гора в 70 верстах от Саратова. Сейчас же за концом её начинается белая Меловая гора, которая тянется по берегу вниз по реке на 40 вёрст и на поверхности своей так ровна, точно она по шнуру сглажена... За нею следует ещё иная, которую мы назвали Столбовою горою; она также была очень приятна на вид: со стороны обрывистого края здесь много выдающихся наружу кусков, которые, в качестве каменных жил, остались неразмытыми после смытия рыхлого песка; они были похожи на столбы синей, красной и жёлтой окраски и были перемешаны с зелёными кустами.

Упоминает Столбичи в своём дневнике и российский император Пётр I во время первого Азовского похода 1695 года. В ночь с 4-го на 5-е июня он проплывал мимо них, сделав в походном журнале запись:

В полчаса ночи вынули якорь и пошли в путь; в начале 3-го часа ночи прошли, по конец острова Даниловскаго, речку Даниловку; с той реки начались Столповые горы; в пятом часу в полыночи прошли речку Щербатовку…

В 1838 году по Волге совершали путешествие художники братья Григорий и Никанор Чернецовы с целью изобразить реку. Предшественников в этом у них не было.
18 октября лодка с художниками остановилась на ночлег у села Даниловки, ныне несуществующего. Из дневника Чернецовых: 

19 (октября). Поутру был морозец, но время тихое. Увидя на правом берегу горы, имеющие необыкновенный вид, мы остановились. Они называются Столбичи, по сходству их со столбами; не быв приготовлены к новому для нас виду, мы были удивлены разнообразною игрою природы. Если б небольшая часть сих гор находилась отдельно на открытом месте, тогда можно бы принять их за руины замка; даже самый цвет камня, из которого они составлены, и слои его, показывающие как будто кладку или спаи, приближают к сходству на здание. Неистощимая природа тут показала образы какой-то особой архитектуры. Некоторые части гор есть отдельные, имеющие общие формы вроде сахарных голов, подкреплённых контрфорсами.

 Братья Чернецовы впервые зарисовали Столбичи.

Они же и отметили хрупкость Столбичей, сложенных из необычного природного камня – опоки: 

Они состоят из какого-то опочного хрупкого камня, который, трескаясь, производит обрушениями своими изменения в их виде. Многие массы, едва держась на слабых основаниях, ежеминутно угрожают падением и заставляют приближающегося к ним быть осторожным. Малейшая частица, катясь сверху, увлекает за собой другую, сила, увеличиваясь, повергает большие, отчего весь берег покрыт щебнем и отпадшими частями от общей массы.

Сохранились не только дневники беспримерного в истории путешествия по великой реке, но и приложения, в которых Чернецовы не перестают восхищаться творением природы: 

Далее находятся Столбичевские горы. Они каменисты, но удивительное разнообразие в видах их поразительно! Тут видишь как будто развалины замков с башнями и разновидные конусы, то отдельные, то соединённые вместе группами. Здесь игра природы есть какая-то художественно-фантастическая, видами своими поражающая до изумления! Эти горы отличаются от всех высот правого берега Волги необыкновенными видами, произведёнными самою природою!

А поэт Аполлон Коринфский, совершавший в конце XIX века поэтическое путешествие по Волге, также очарованный увиденным, посвятил им стихи:

Целый город – над рекой:
Стен зубчатые венцы,
Башен грозные твердыни,
Колокольни и дворцы.
Лунным светом залит берег,
Всё безмолвствует кругом, -
Только Волга катит волны,
Отливая серебром.
Чудо город… Город-призрак…
Тень времён пережитых…
Он повис над самым яром –
'Полон дум одних былых…
Ближе, ближе… По затону
Проплывает пароход…
Что за диво! Предо мною –
Тот же город, да не тот!
Нет ни башен над водою,
Нет ни каменных палат;
Только серые громады
В Волгу с берега глядят, –
Друг на дружку наступают;
Льёт луна на них лучи…
Чу, матрос матросу крикнул:
«Проезжаем Столбичи!..»